# Аскофиллум
Аскофи́ллум (лат. Ascophyllum) — монотипный род бурых водорослей семейства Fucaceae. Единственный вид — Аскофиллум узловатый (Ascophyllum nodosum), распространённый в Атлантическом океане на северо-западном побережье Европы (от Шпицбергена до Португалии), на восточном побережье Гренландии и северо-восточном побережье Северной Америки.

## Внешний вид
Ascophyllum имеет длинные жесткие неравномерно дихотомически разветвленные ремневидные ветви с пузырями (вздутиями), которые помогают ему всплывать при приливе и фотосинтезировать. Таллом может достигать 1,5-2 м в длину, прикрепляется ризоидами к камню или валуну. Ветви оливково-зеленого цвета и несколько сплющенные.

## Размножение

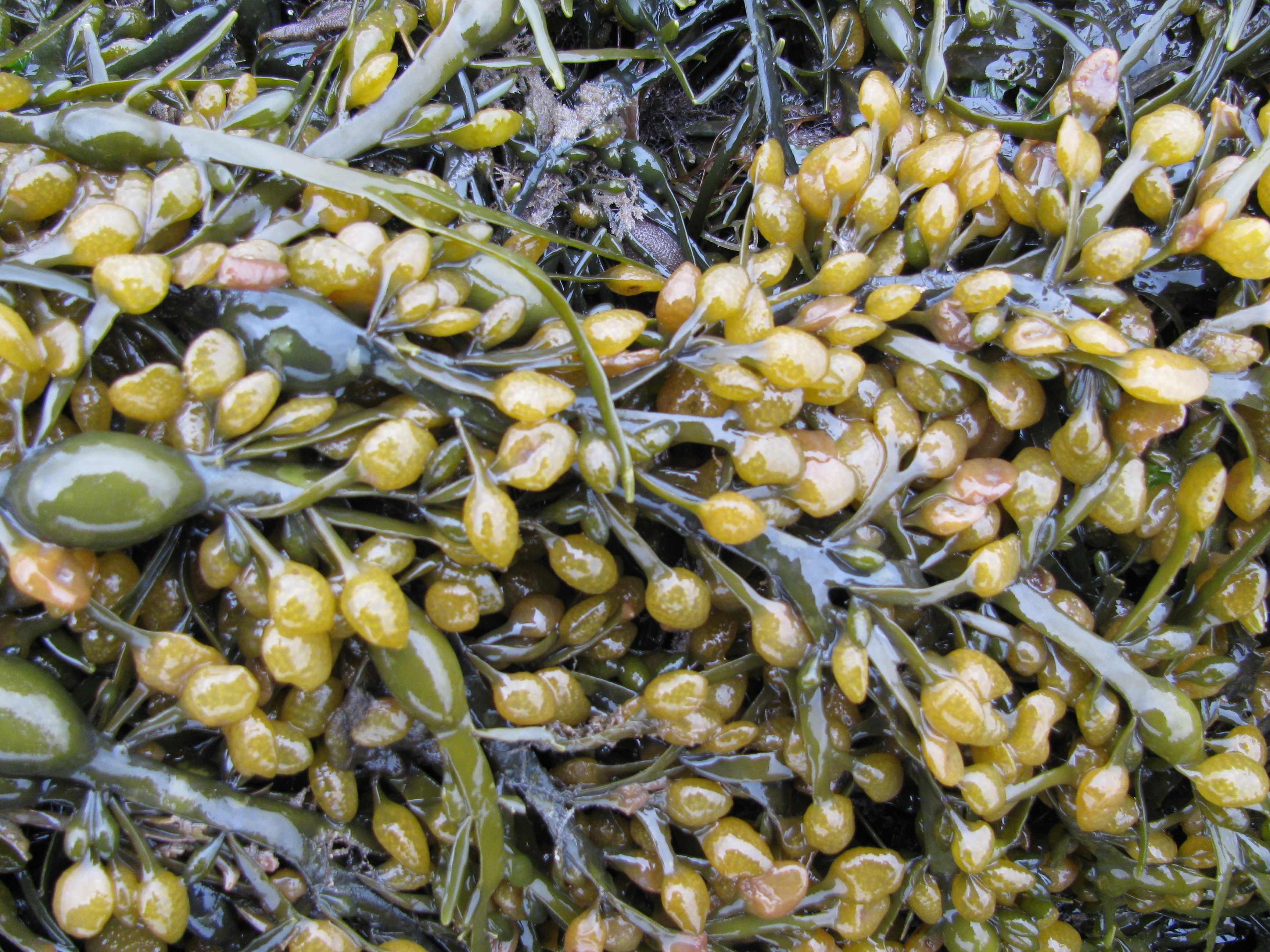
Рецептакулы аскофиллума

Его жизненный цикл имеет одно диплоидное растение и гаметы. Каждое отдельное растение является мужским или женским. Гаметы производятся весной в овальных желтоватых выростах — рецептакулах — на коротких ветвях.

## Экология

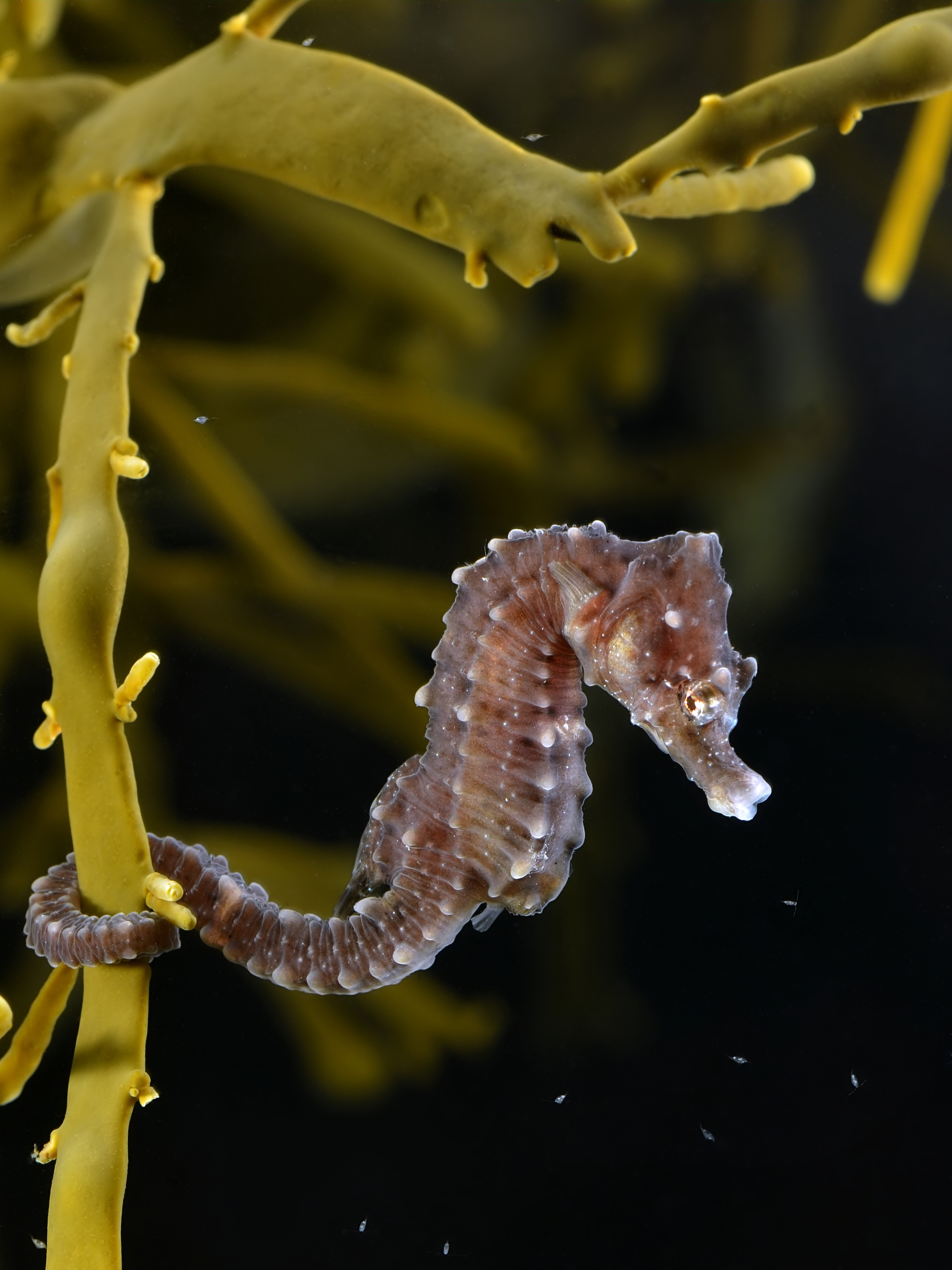
Европейский морской конёк и аскофиллум в Северном море

Аскофиллум встречается главным образом в литоральной зоне.
Этот вид часто является доминирующим видом в приливной зоне. Как правило он встречается на каменистых берегах и редко — на открытых, и если обнаружен, таллом небольшой и сильно повреждён. Эти водоросли растут довольно медленно и могут жить 10-15 лет. Аскофиллум может перекрываться в распределении с Fucus vesiculosus и Fucus serratus. Его распределение также ограничено засолением, воздействием волн, температурой, высыханием и общим напряжением. Водоросль может расти около пяти лет, прежде чем стать способной к размножению.
Специальные вещества — флоротанины — в Ascophyllum действуют как химическая защита против морской травоядной улитки, Littorina littorea.
Polysiphonia lanosa — небольшая красная водоросль, обычно встречающаяся в плотных пучках на аскофиллуме, чьи ризоиды проникают в хозяина. Некоторые считают её паразитом; однако, поскольку она получает только структурную поддержку от этого вида (не паразитирует), эта водоросль считается эпифитом

## Распространение
Этот вид был встречается в Европе в Ирландии, на Фарерских островах, в Норвегии, в Великобритании и на острове Мэн, в Нидерландах, в Северной Америке в залива Фанди, Новой Шотландии, на Баффиновой земле, в Гудзоновом проливе, Лабрадоре и Ньюфаундленде. Он также был зарегистрирован как случайное явление вблизи Сан-Франциско, Калифорния, но был искоренен как потенциальный инвазивный вид. В России аскофиллум встречается в Белом и Баренцевом морях.

## Использование
Ascophyllum собирается для использования в альгинатах, удобрениях и производстве муки из морских водорослей для потребления животными и людьми. Он долгое время использовался как органическое и основное удобрение для многих сортов сельскохозяйственных культур из-за его сочетания как макроэлементов (N, P, и K), так и микроэлементов (Ca, Mg, S, Mn, Cu, Fe, Zn и т. д.). Он также содержит цитокинины, ауксин-подобные гиббереллины, бетаины, маннит, органические кислоты, полисахариды, аминокислоты и белки, которые являются очень полезными и широко используются в сельском хозяйстве.
Аскофиллум часто используется в качестве упаковочного материала для доставки приманки и омаров из Новой Англии в различные внутренние и международные районы. Этот вид сам по себе был введен в Калифорнию, и несколько видов, часто встречающихся в партиях отхода, в том числе Carcinus maenas и Littorina saxatilis, возможно, были введены в район залива Сан-Франциско таким образом.

### Использование в токсикологии
Поскольку возраст различных частей Ascophyllum может быть идентифицирован его побегами, он также использовался для мониторинга концентрации тяжелых металлов в морской воде.

### Полемика
Существуют противоречия в отношении воздействия коммерческой заготовки аскофиллума для использования в садовых или сельскохозяйственных удобрениях и кормовых добавках в Северной Америке и Европе. Некоторые исследования были сосредоточены на прилове и воздействии на сообщества приливных зон. Противники его дикого урожая указывают на высокую среду обитания водорослей для более чем 100 морских видов, включая донных беспозвоночных, коммерчески важную рыбу, диких уток и морских птиц.

## Подвиды
Было описано несколько различных подвидов этого вида: Ascophyllum nodosum minor и Ascophyllum nodosum mackaii.
Ascophyllum nodosum minor был описан Ларне Лохом в Северной Ирландии.
Встречаются свободно-плавающие формы этого вида, например, Ascophyllum nodosum mackaii, который встречается в солёных озёрах Шотландии и Ирландии.